# Emmesomyia nigrolutea
Emmesomyia nigrolutea este o specie de muște din genul Emmesomyia, familia Anthomyiidae, descrisă de Malloch în anul 1921. Conform Catalogue of Life specia Emmesomyia nigrolutea nu are subspecii cunoscute.